# Redy
 Redy (deutsch Retsch) und auch Redy-Osada sind zwei Dörfer in der polnischen Woiwodschaft Ermland-Masuren. Sie gehören zur Landgemeinde Lidzbark Warmiński (Heilsberg) im Powiat Lidzbarski (Kreis Heilsberg).

## Geographische Lage
Redy und Redy-Osada liegen im nördlichen Westen der Woiwodschaft Ermland-Masuren, sechs Kilometer nordwestlich der Kreisstadt Lidzbark Warmiński (Heilsberg). Redy-Osada ist dabei etwa 1,5 Kilometer in südöstlicher Richtung von Redy entfernt.

## Geschichte

### Redy (Retsch)
Bei dem kleinen Ort Retsch handelte es sich um ein weitgestreutes Dorf, das 1874 als eine Landgemeinde in den neu errichteten Amtsbezirk Heilsberg (polnisch Lidzbark Warmiński) eingegliedert wurde. Dieser gehörte zum ostpreußischen Kreis Heilsberg im Regierungsbezirk Königsberg.
In Retsch waren im Jahre 1910 264 Einwohner gemeldet. Ihre Zahl belief sich im Jahre 1933 auf 295 und – trotz nach 1938 erfolgter Eingemeindung des Nachbarorts Widdrichs (polnisch Widryki) – im Jahre 1939 auf nur noch 273.
Nach der 1945 in Kriegsfolge vorgenommenen Abtretung des gesamten südlichen Ostpreußen an Polen erhielt Retsch die polnische Namensform „Redy“. Das Dorf – jetzt wieder ohne die Ortschaft Widryki (Widdrichs) – Teil der Gmina Lidzbark Warmiński (Landgemeinde Heilsberg) im Powiat Lidzbarski, von 1975 bis 1998 der Woiwodschaft Olsztyn, seither der Woiwodschaft Ermland-Masuren zugehörig. Im Jahre 2021 lebten in Redy 255 Menschen.

### Redy-Osada
Über Redy-Osada liegen keine geschichtlichen Angaben vor. So ist nicht belegt, ob das Dorf bereits vor 1945 bestanden hat und evtl. auch eine deutsche Bezeichnung trug. Der Ort war vor 1990 Sitz einer landwirtschaftlichen Produktionsgesellschaft, ist heute in privatwirtschaftlicher Hand und im Meiereiwesen von Bedeutung. Wie Redy ist Redy-Osada in die Gmina Lidzbark Warmiński (Heilsberg) integriert.

## Religion
Vor 1945 war Retsch in die römisch-katholische Pfarrkirche in Heilsberg im damaligen Bistum Ermland eingegliedert, heute gehört Redy und nun auch das Dorf Redy-Osada weiterhin zu Lidzbark Warmiński, das nun allerdings zum Erzbistum Ermland gehört.
Retsch war bis 1945 auch in die evangelische Kirche Heilsberg in der Kirchenprovinz Ostpreußen der Kirche der Altpreußischen Union eingepfarrt. Heute sind die evangelischen Einwohner von Redy und auch Redy-Osada der Diözese Masuren der Evangelisch-Augsburgischen Kirche in Polen zugeordnet.

## Verkehr
Redy und Redy-Osada sind über einen Landweg miteinander verbunden. Redy liegt zudem an einer Nebenstraße, die in Lauda von der polnischen Woiwodschaftsstraße 513 (hier im Abschnitt der einstigen deutschen Reichsstraße 142) abzweigt und nach Nowa Wieś Wielka (Neuendorf bei Heilsberg) führt. Die Nebenstraße 1414N von Ignalin (Reimerswalde) nach Wielochowo (Großendorf) verläuft auch durch Redy.
Eine Bahnanbindung besteht nicht mehr. Bis 1945 war Heilsberg die nächste Bahnstation.